# آندره رینالدو
آندره رینالدو (به انگلیسی: André Reinaldo de Souza Esposito) (متولد ۱۱ اوت ۱۹۸۲ در سانتو آندره)، بازیکن فوتبال اهل برزیل می‌باشد که سابقه بازی برای باشگاه فوتبال فولاد خوزستان در لیگ برتر فوتبال ایران را دارا می‌باشد.